# Port lotniczy Kemi-Tornio
Port lotniczy Kemi-Tornio (fi.: Kemi-Tornion lentoasema, ang.: Kemi-Tornio Airport, kod IATA: KEM, kod ICAO: EFKE) – port lotniczy położony w miejscowości Lautiosaari, 6 km od Kemi i 18 km od Tornio. Jest jednym z najmniejszych portów lotniczych w Finlandii. W 2006 obsłużył 85 024 pasażerów.

## Linie lotnicze i połączenia
| Linia Lotnicza | Kierunek               |
| -------------- | ---------------------- |
| Finnair        | 1. Helsinki 2. Kokkola |